# Alexandra Fenoghen
Alexandra Fenoghen (n. 14 ianuarie 1968, Jurilovca, Tulcea, România) este o scriitoare română, aparținând de etnia rușilor-lipoveni. 

## Studii
Alexandra Fenoghen s-a născut la data de 14 ianuarie 1968 în satul Jurilovca din județul Tulcea, copilărind în localitatea vecină Sarichioi. Este fiica profesorului de istorie Sevastian Fenoghen, fost deputat al Comunității Rușilor-Lipoveni din România (CRLR) în legislatura 1996–2000. 
A absolvit Liceul Sanitar din Constanța în anul 1985, după care a lucrat ca soră medicală la Dispensarul din Sarichioi, apoi, în perioada 1988–1992, ca asistentă medicală la Dispensarul nr. 9 din Tulcea. Lucrează apoi în perioada 1992–1997 ca asistentă medicală la Spitalul Al Khalidi din Amman (Iordania).  
Reîntoarsă în țară în anul 1997, s-a înscris la Facultatea de Limbi și Literaturi Străine (secția rusă-engleză) din cadrul Universității București, ale cărei cursuri le-a absolvit în anul 2001. Obține apoi o bursă de studii în Rusia în anul 1998. Urmează între anii 2001–2002 masteratul în Studii culturale ruse, tot la Universitatea din București. Din anul 2002 este doctorand în filologie rusă la Universitatea din București, cu teza de doctorat Modele culturale la rușii staroveri și reflectarea lor în literatură.

## Activitate culturală
Alexandra Fenoghen a urmat în perioada 1988–1991 cursurile Școlii Populare de Artă din Tulcea, secția Pictură, la clasa prof. Gheorghe Neață. A avut o expoziție de pictură în cadrul primului Festival al cântecului și dansului ruților lipoveni, organizat de CRLR în anul 1995, în satul Sarichioi. De asemenea, a expus câteva lucrări în cadrul unei expoziții de pictură desfășurată la Ambasada Federației Ruse din România, în ianuarie 1996. 
A fondat în anul 1997 Fundația Nekrasovțî a rușilor lipoveni din Sarichioi. După absolvirea facultătii, în anul 2001, s-a angajat ca redactor la Radio România Internațional – Serviciul Rus, unde răspunde și în prezent de emisiunea Rușii lipoveni din România – istorie și contemporaneitate, difuzată o dată la două săptămâni. 

## Activitate literară
Alexandra Fenoghen a colaborat la revistele rușilor-lipoveni Zorile și Kitej-grad. A debutat în domeniul literar în anul 1999 în revista Zorile (nr. 10), cu „Povestire adevăărată”, în limba rusă.  
A publicat la sfârșitul anului 2002, cu sprijinul CRLR, împreună cu sora ei, Elena Fenoghen, 33 de povestiri în volumul bilingv (româno-rus) Aproape povești (Editura Kriterion, București). În același volum, Elena Fenoghen a publicat poezii. Dintre aceste povestiri, o parte fuseseră publicate anterior în revista Zorile. 
În anul 2004, împreună cu tatăl ei, Sevastian Fenoghen, a publicat broșura monografică, în limbile română, engleză și rusă, Sarichioi – o enigmă a secolului XIX, apărută la Editura Kriterion. 
Alexandra Fenoghen a participat cu referate și comunicări la diverse simpozioane științifice pe teme medicale și filologice atât în țară, cât și în străinătate. Printre lucrările susținute cu acest prilej menționăm „Cazania călugărului Nil” - document al credincioșilor de rit vechi din a doua jumătate a secolului al XIX-lea, prezentat în anul 2000 la simpozionul internațional al CRLR.